# 中華・ベリカ
ベリカ （中国語: 菱利; 拼音: Lingli; 英語: Veryca）は台湾の中華汽車が開発し、2000年から製造・販売している商用トラック/バン及びMPVである。

## 概要
6代目ミニキャブをベースに全長を延長し、より丸みを帯びたバンパーにフェイスリフトされ、2000年に販売が開始された。搭載するエンジンは三菱自動車からライセンスを購入し、中華汽車の子会社にあたる華擎機械工業股份有限公司（簡体字: 华擎机械工业股份有限公司、英: China Engine Corporation、略称：CEC）で製造する4A32型エンジンである。

## 歴史
- 2000年9月5日
  - 販売開始。
- 2001年2月2日
  - ホイールアーチを大型化し、ランサーと同じ4G92型 1.6L SOHC16バルブガソリンエンジンを搭載した乗用車タイプのベリカ マジックの販売を開始した[3]。
- 2003年9月6日
  - 小改良を実施[4]。バンとトラックモデルのフロントバンパーにガードバーが装着できるようになった。
- 2005年10月19日
  - 先代のバリカと共に、中東諸国へ輸出し販売されると発表された[5][6]。
- 2006年1月
  - 福建省汽車工業集団との合弁会社である東南汽車が販売を開始した[7]。
- 2007年10月
  - アメリカの自動車メーカーダッジ向けに出荷を開始した[8]。デリカに続き2例目である。
- 2009年3月13日
  - アメリカで小型貨物車を製造/販売しているバンテージ（ポーランド語版）（英: Vantage Vehicle International）がプリモ（英: PRIMO）として販売を開始した[8][9]。
- 2013年9月3日
  - マイナーチェンジを実施[10]。価格は44.3万台湾ドルから。
  - フロントデザインを変更。排出ガス規制のため、FRモデルのエンジンを4G13型 1.3L SOHC16バルブガソリンエンジンに変更。
- 2015年10月
  - 4輪駆動モデルのエンジンを4G13型に変更[11]。
- 2018年3月
  - 電気自動車のe-Verycaが発表された[12]。主に中華郵政が導入している[13]。
- 2018年10月4日
  - 法規対応によるマイナーチェンジを実施[14]。価格は47.7万台湾ドルから。
  - フロントデザインを変更し、オートライトが標準装備された。また、テールゲートやリアバンパーの形状が変更され、バンモデルはリアパーキングセンサーや後席3点式シートベルトが標準装備となった。
  - 排出ガス規制への対応のため、エンジンをハルビン東安汽車発動機製の4G15V型 1.5L SOHC16バルブガソリンエンジンに変更された。また、新たに4ATをFRモデルに搭載した。
  - トラクションコントロールシステムやアクティブスタビリティコントロール等が標準装備された。それに伴いA180(バンモデル)とA190(トラックモデル)のサブネームが与えられた。
- 2020年10月20日
  - A190の改良版で、当時の同クラスで最大の積載量（950 kg）を誇るVeryca A210を新たに発売した[15]。
- 2023年4月18日
  - e-Verycaの後継、E300を発表[16]。価格は91.2万台湾ドルから。
- 2024年11月9日
  - 後継のJ-スペースの販売に伴い、バンモデルの販売を終了[17]。

トラックモデルのA190及び電動車のE300トラック及びバンは2025年現在、販売が継続されている。

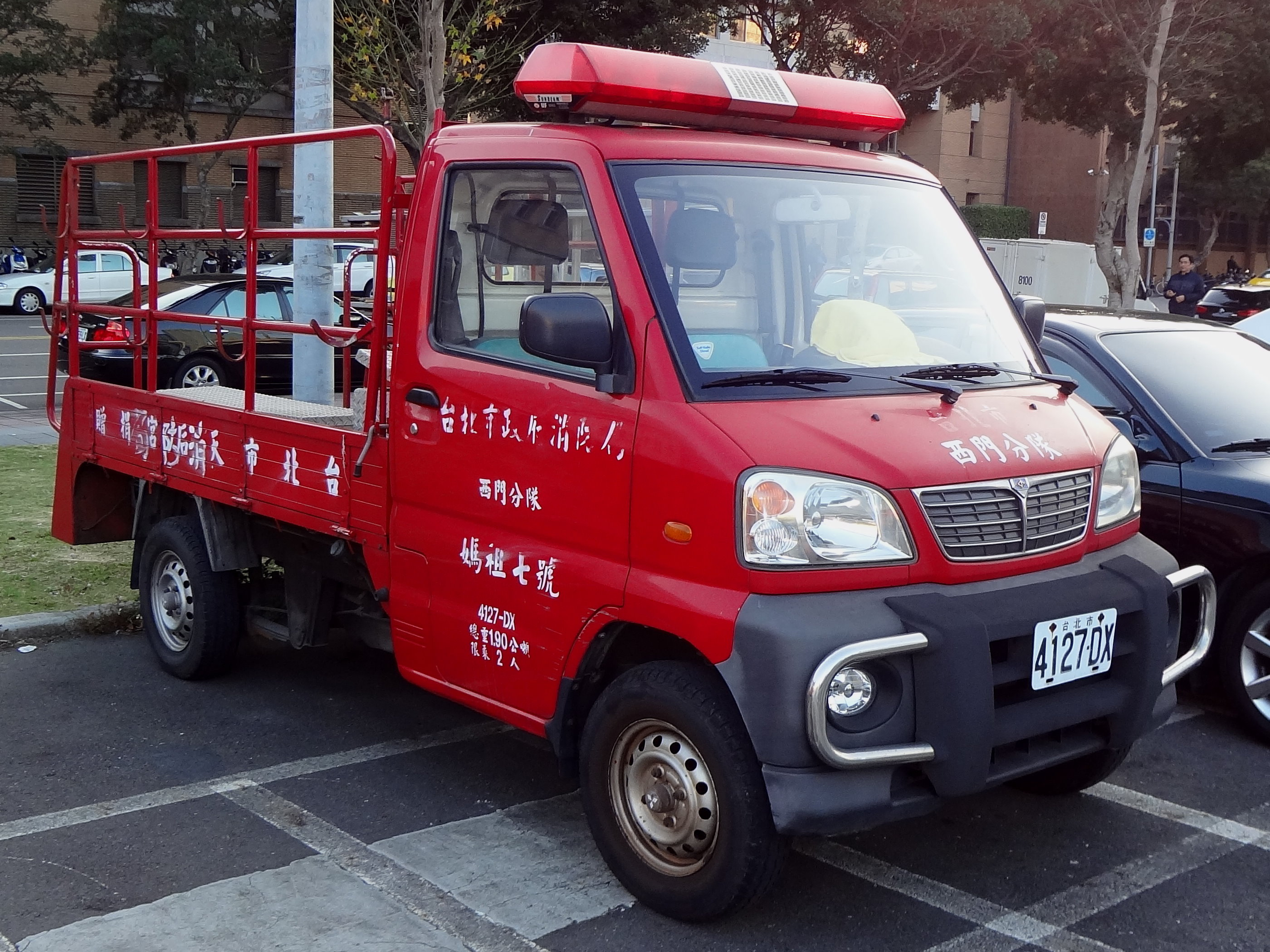
前期 トラック
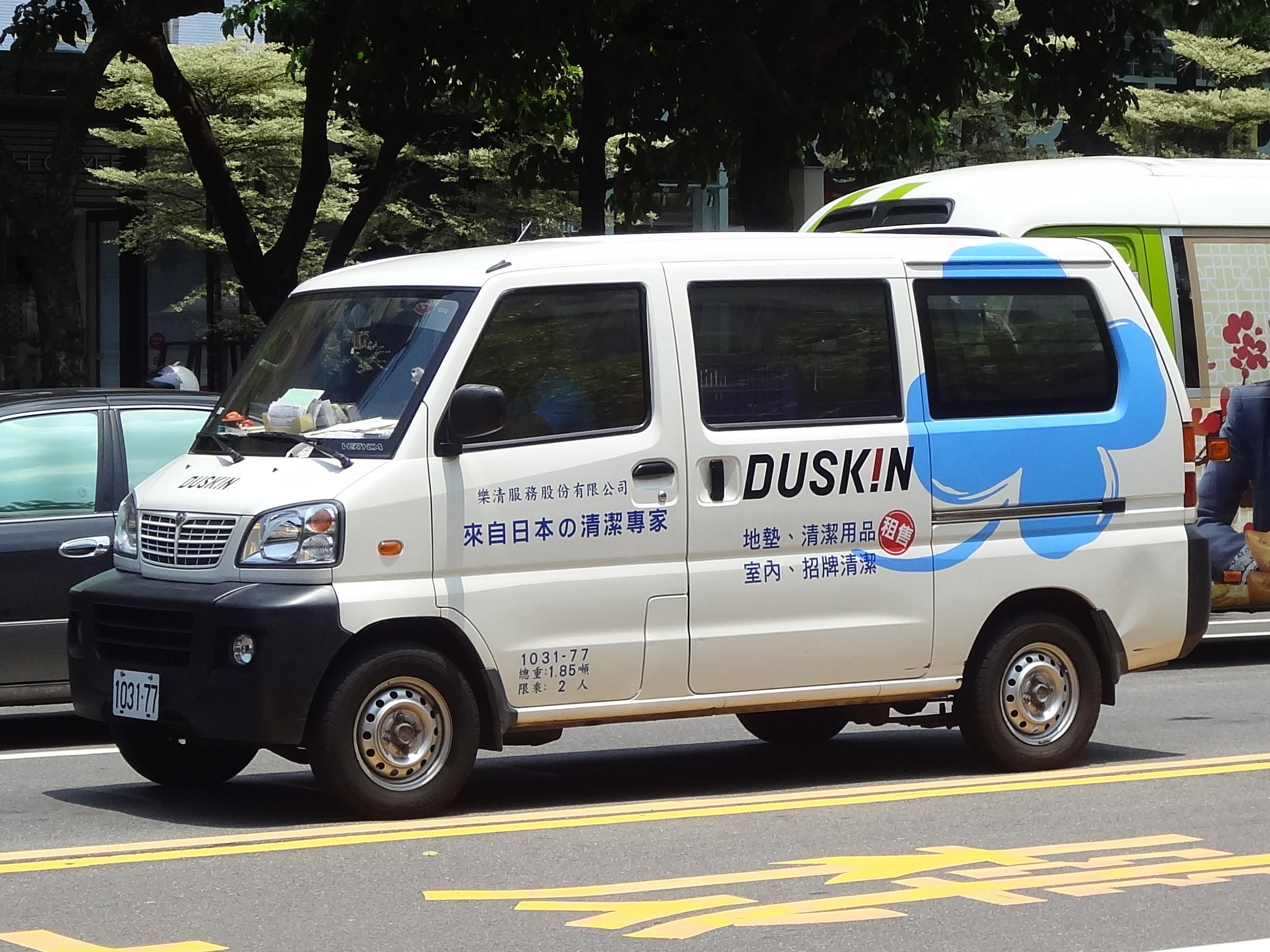
前期 バン
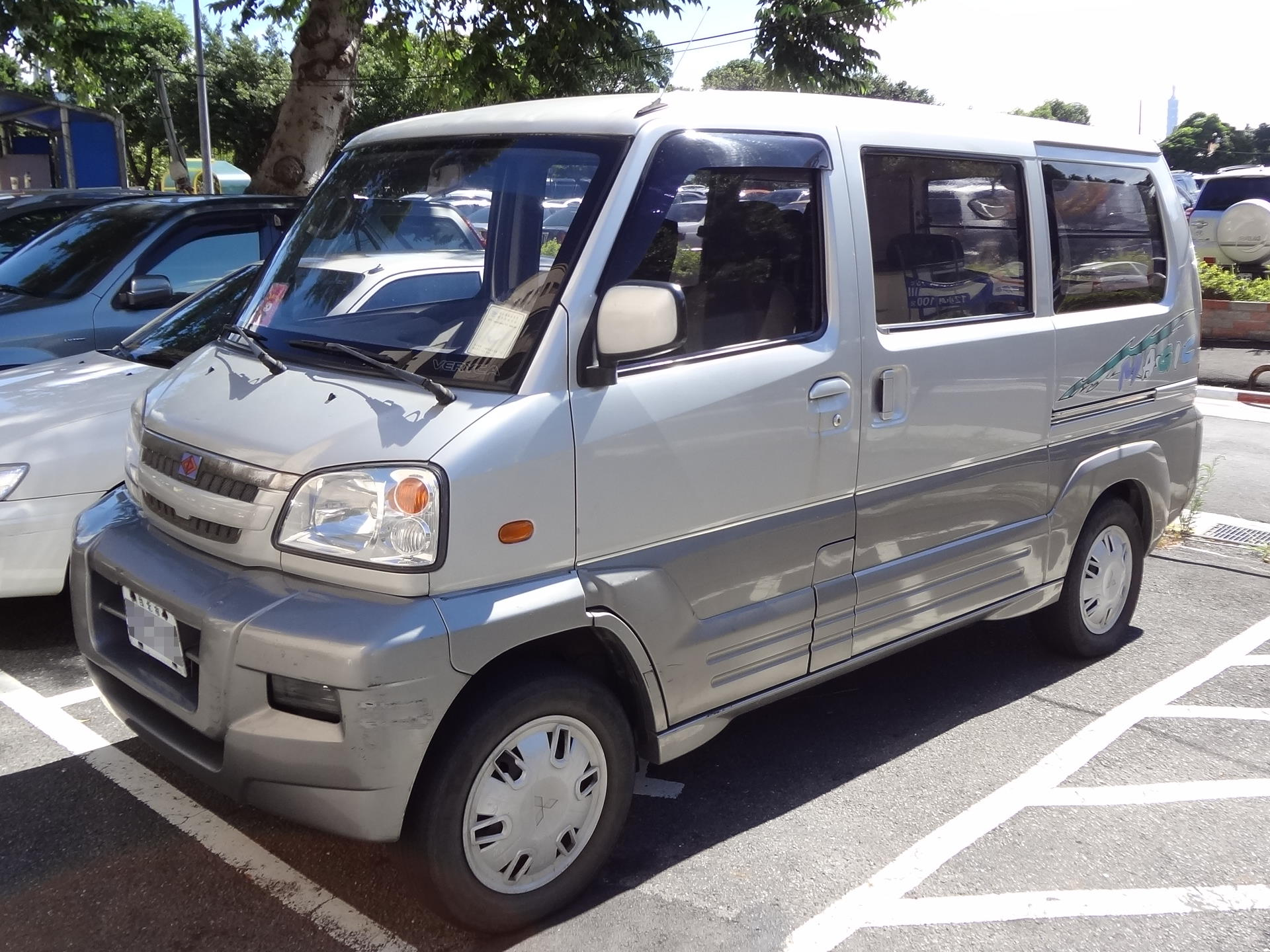
ベリカ マジック
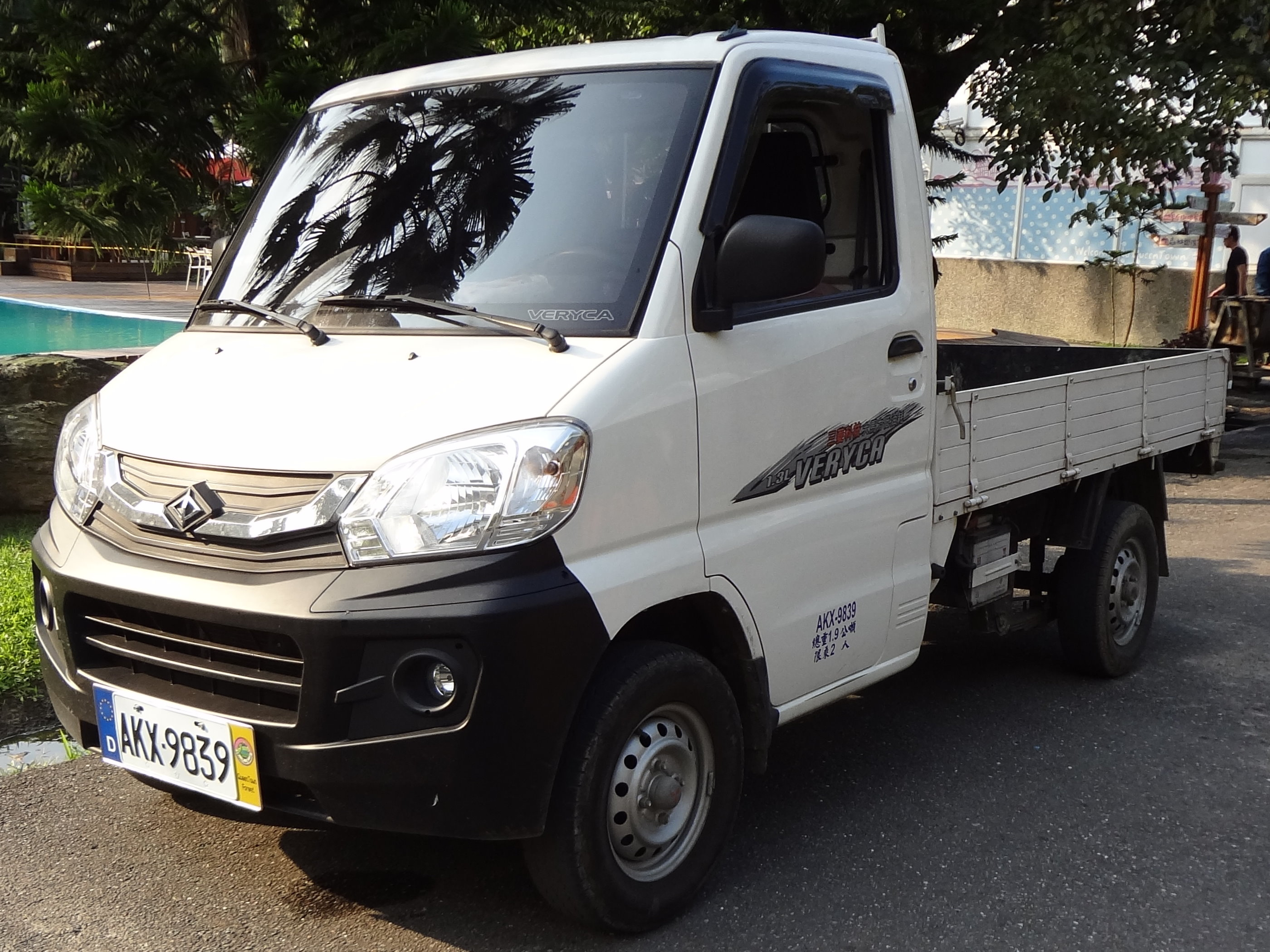
中期 トラック
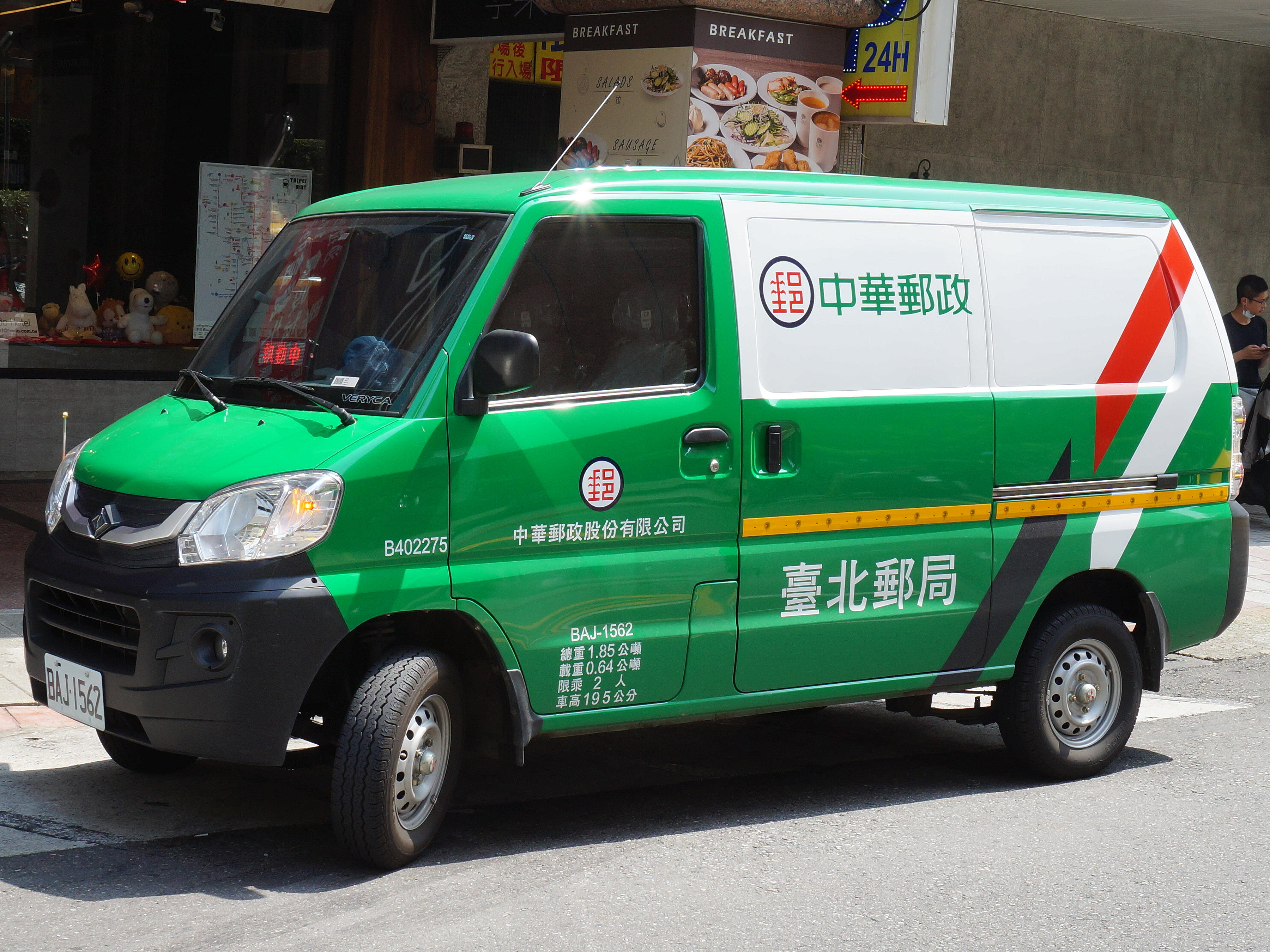
中期 バン
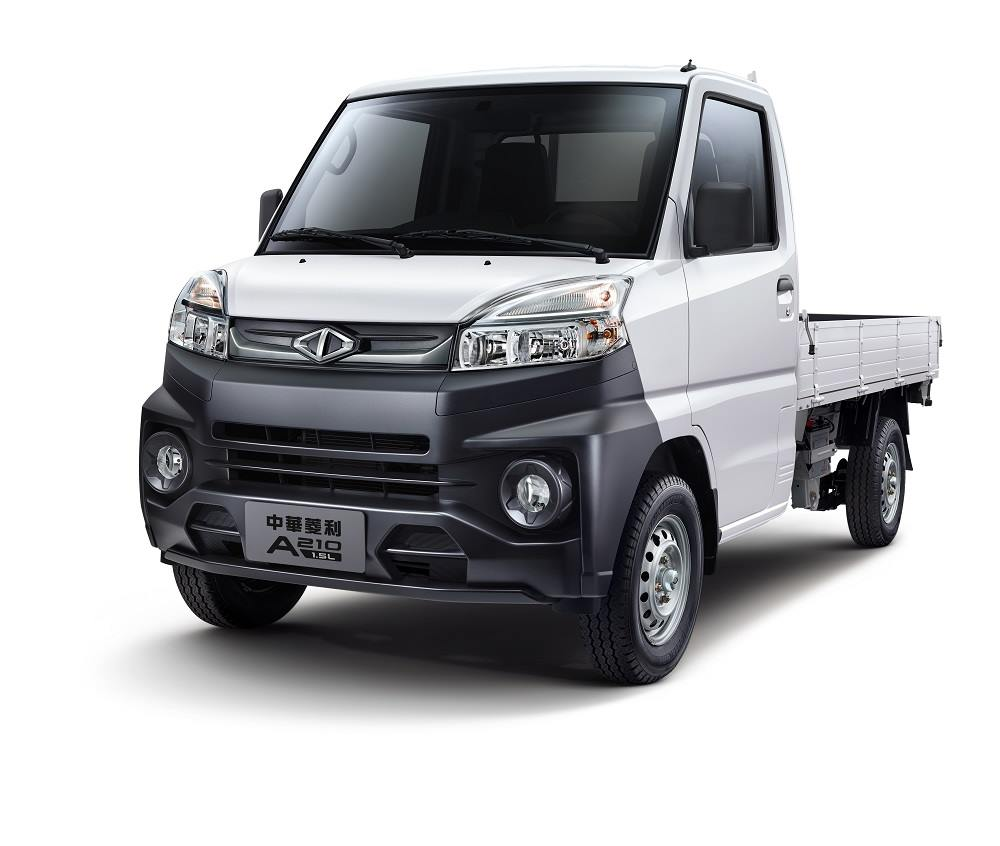
A210

## 電気自動車
2010年に台湾の行政院に属する経済部は、工業技術研究院に対し電気商用車の開発をするよう指示した。

本プロジェクトでは、工業技術研究院が35/50kW永久磁石モーターと12/20kWhリチウム電池パックを開発している。

試験車両にはタイプ1コネクタ、および遠隔車両管理システムを搭載したベリカを採用している。

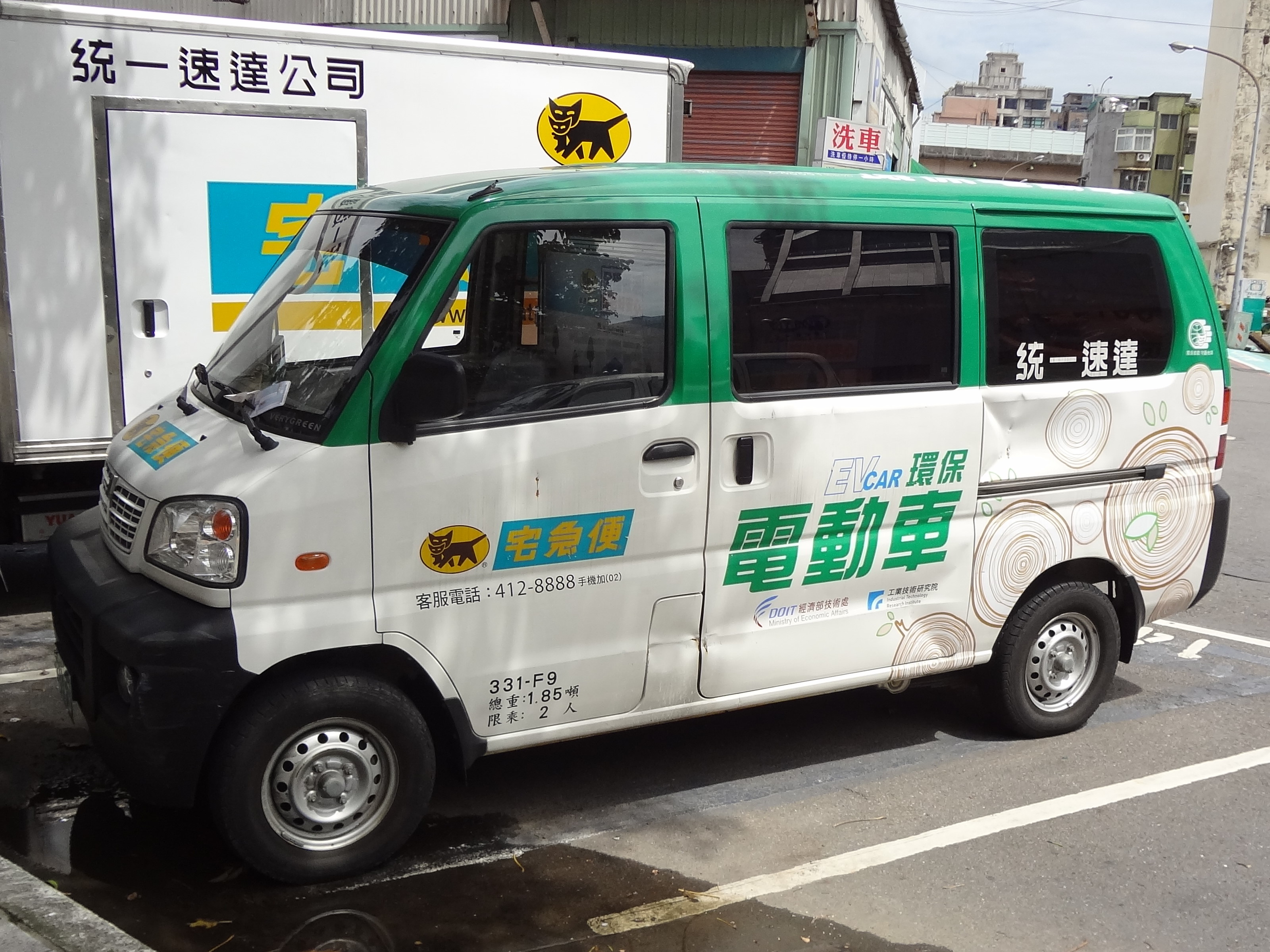
ヤマト運輸で採用された試験車両

### e-Veryca
- 2018年
  - スパイショットされた情報から当該車両が販売されることが発表された[12][13]。中華民国で初めて量産された電気商用車で受注生産を採用しており、5台以上の購入が必須となっている。価格は160万台湾ドルから。
  - 一般消費者でも購入は可能だが、主に入札会社向けに販売をしており、バンモデルのみのラインナップとなっている。
  - 最大出力116PS、最大トルク185.3Nmを発生するモーターを採用し最高速度は110Km/hである。
  - 電池容量（総電力量）は31.3kWhで最大航続距離は120Kmである。

同年10月にガソリン車はマイナーチェンジされたが、当該モデルは対象外だった。
- 2020年10月
  - 小改良を実施[13]。価格は87.9万台湾ドル。
  - 一般消費者が購入しやすいように価格を下げ、1台のみの購入も可能となった。
  - オプションでリアガラス有りの選択ができるようになった。
- 2021年6月8日
  - マイナーチェンジを実施[19][20]。価格は87.9万台湾ドルから。
  - エクステリアとインテリアのデザインをA180と同様のものを採用したほか、新たにトラックモデルと5人乗りバンモデルをラインナップに追加した。
  - アクティブスタビリティコントロール、坂道発進補助装置、トラクションコントロールシステム、パーキングセンサー等の安全装備が標準装備となっているほか、車線逸脱防止支援システム等の先進運転支援システムがオプションとして選択できる。

### E300
- 2023年4月18日
  - 販売を開始[16]。本改良を受けペットネームがe-Verycaから変更された。価格は91.2万台湾ドルから。
  - 電池容量（総電力量）は31.3kWhから42.6kWhに増加したことで、最大航続距離が120Kmから326Kmに向上した。
  - 最大出力は116PSから129PSに、最大トルク185.3Nmから220Nmへ向上した。
  - 急速充電に米国規格のコンバインド・チャージング・システム（英語版）と普通充電にタイプ1コネクタを採用している。
  - V2Lに対応しており、野外で家庭用電気機械器具が使用できるようになっている。

## 東南汽車 OEM

### 菱利
2005年の広州国際モーターショーで発表され、翌年1月から販売を開始した。デザインは台湾で製造されているものと変わらず、リバッジモデルとなる。エンジンは4G13型 1.3ℓ及び、4G92型 1.6ℓエンジンを搭載している。2011年に販売終了。

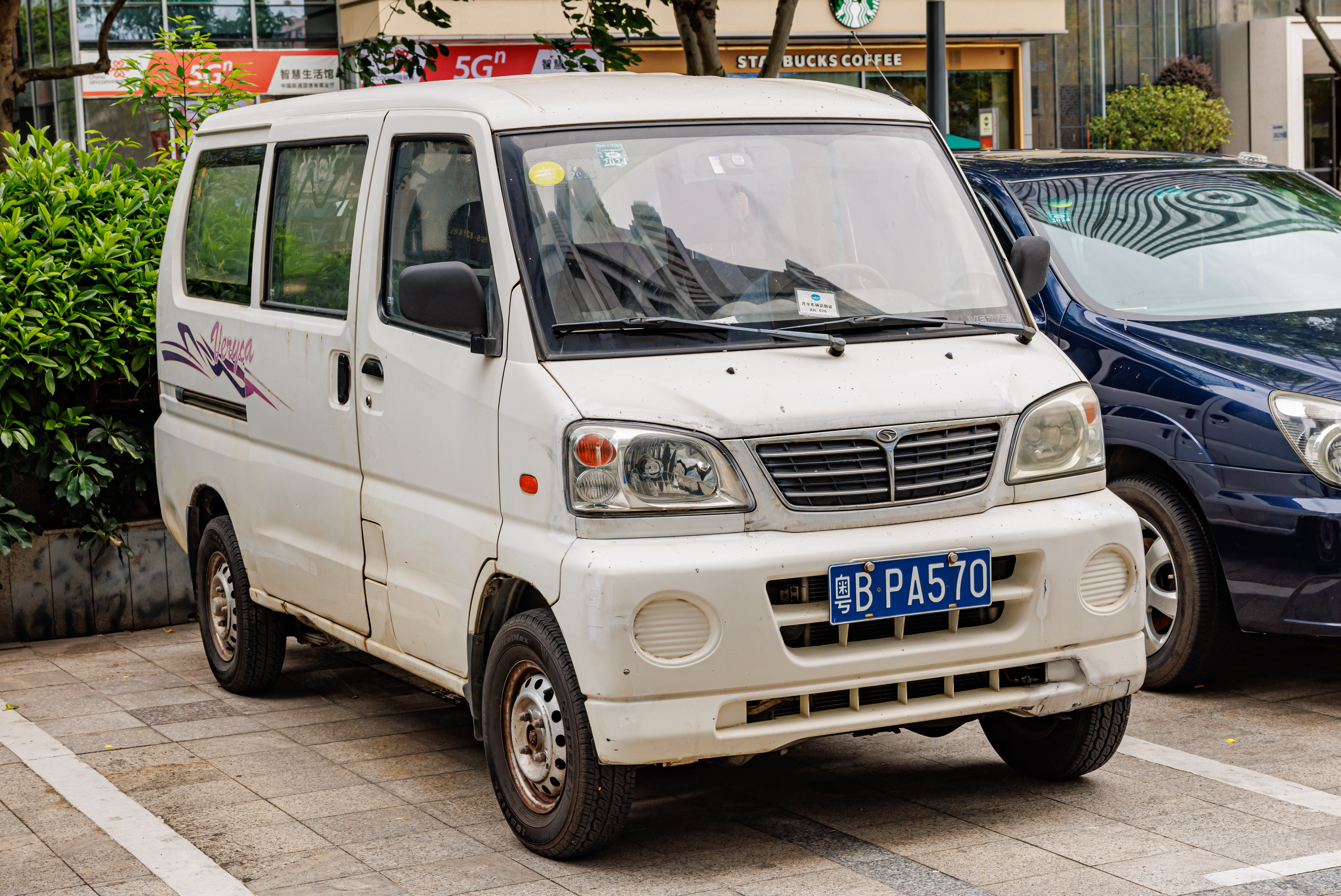
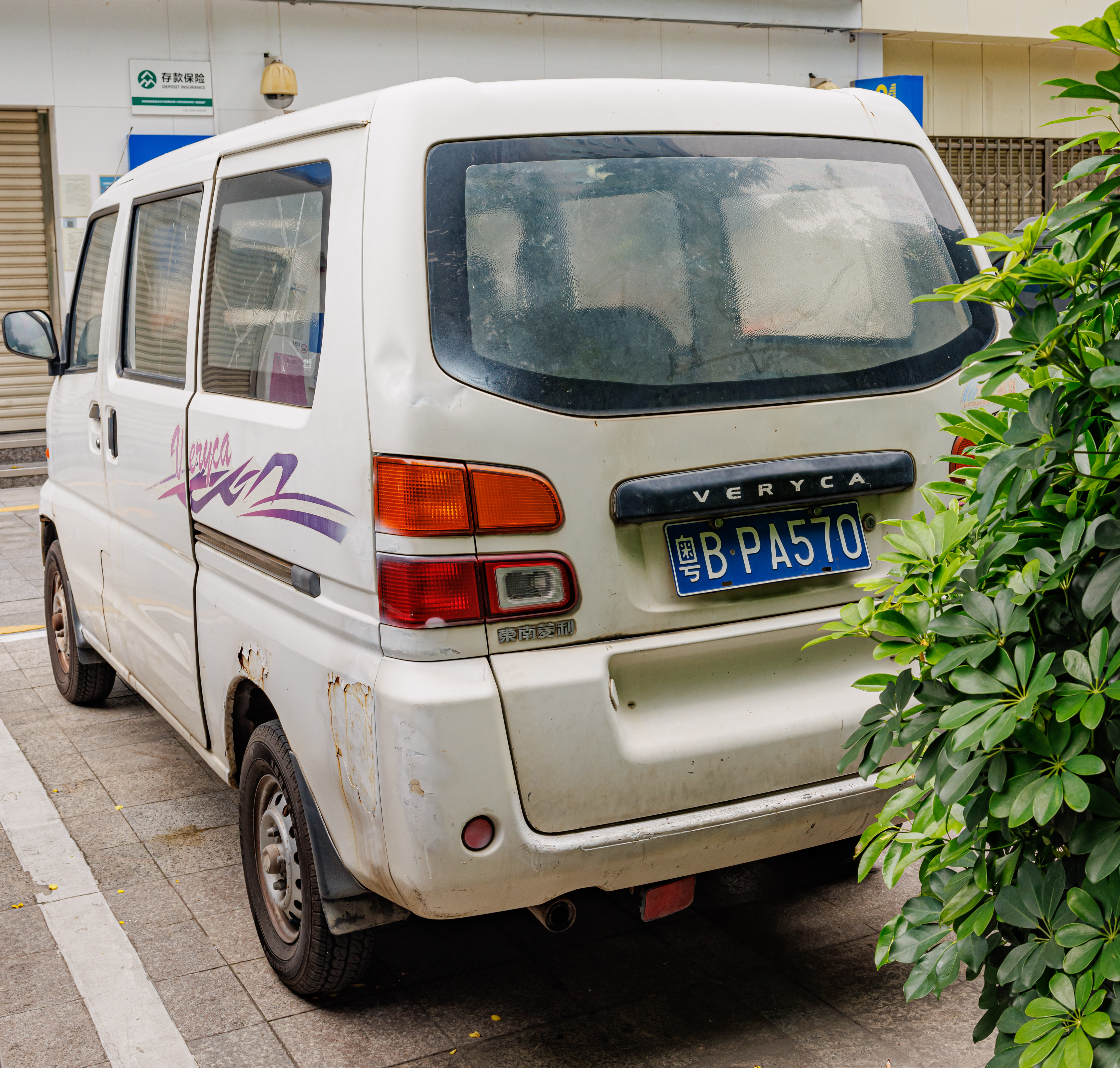

### 希旺
菱利の後継で、2010年の広州国際モーターショーで発表され、翌年2月から販売を開始した。エンジンは4G13型 1.3ℓ及び、柳州五菱柳机动力製の1.3ℓエンジンを搭載している。

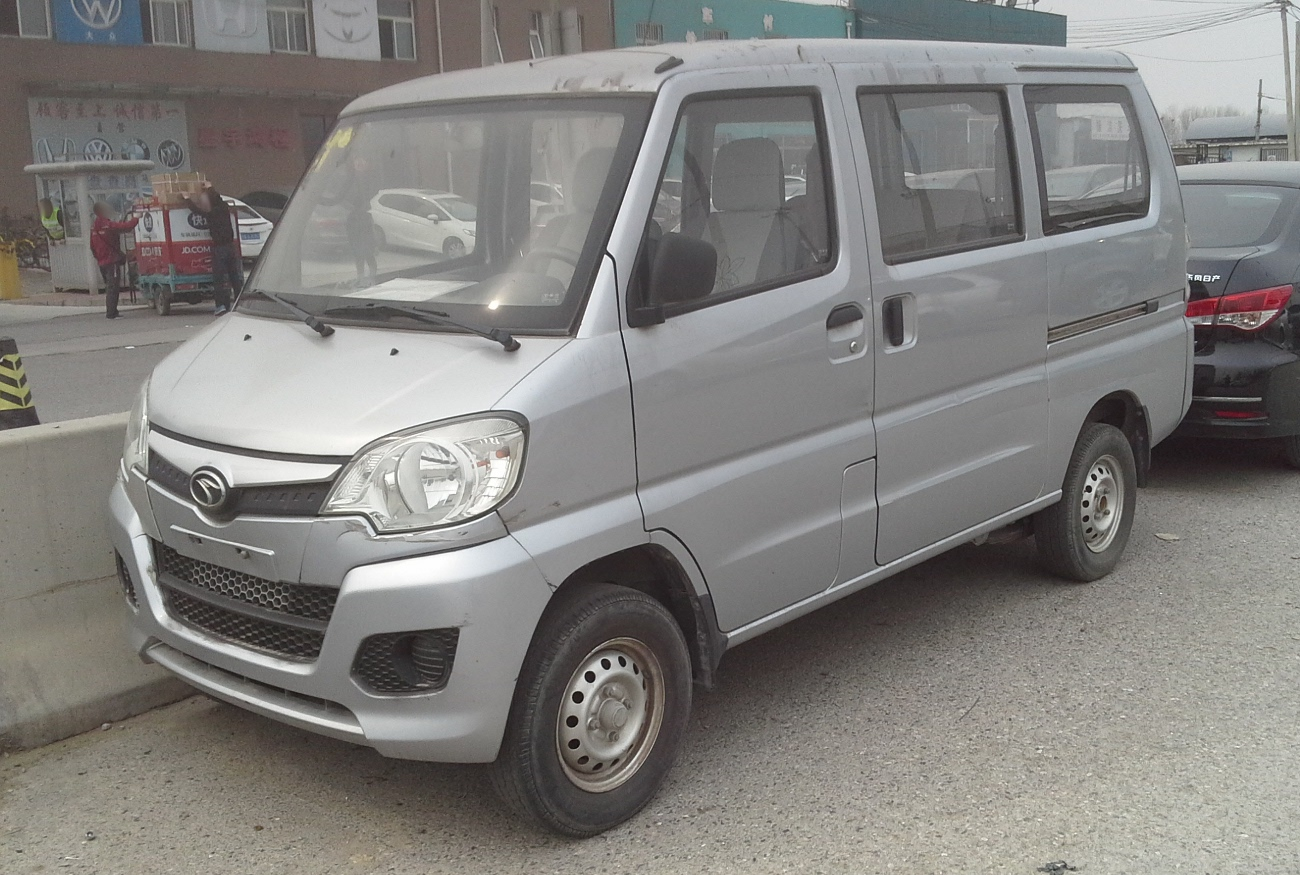
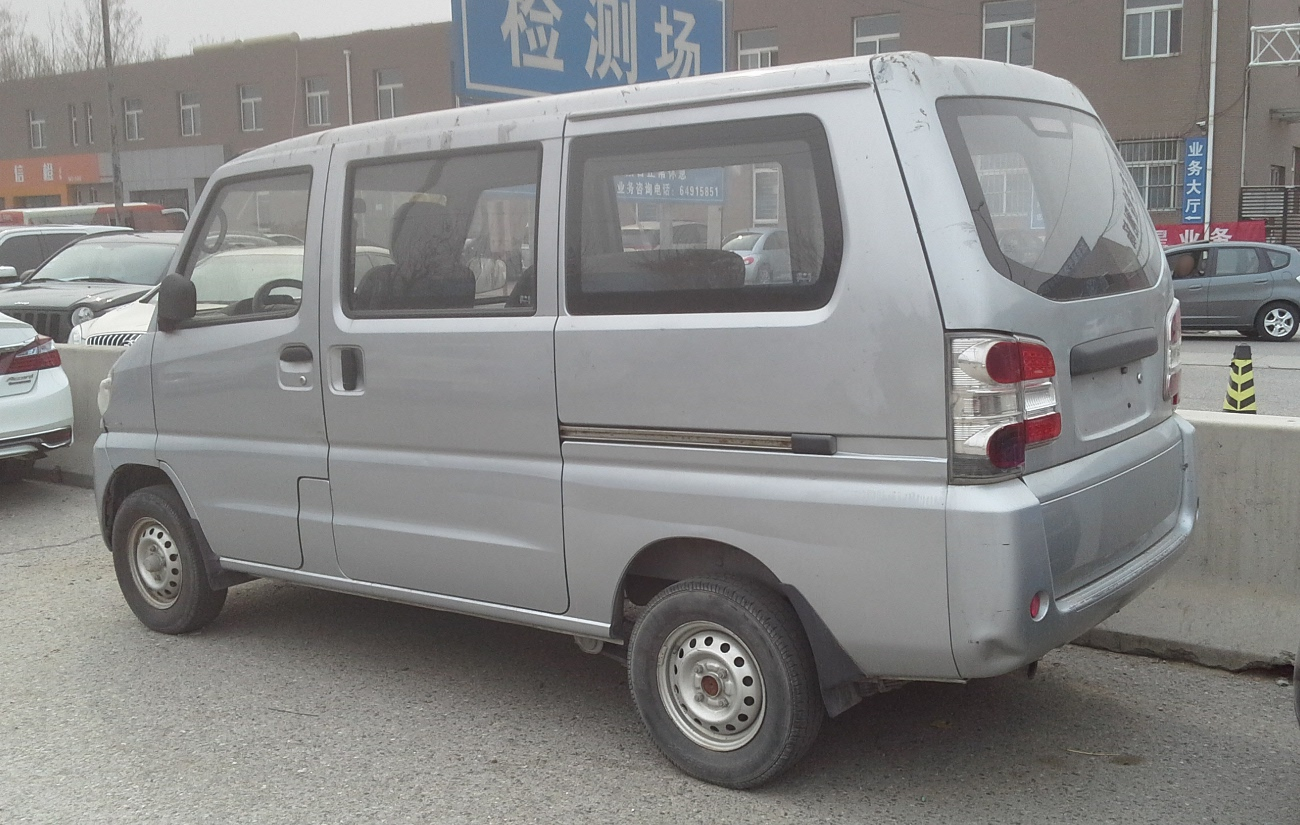

### 注記
1. ↑  広西汽車集団(旧：柳州五菱汽車有限公司)の100%子会社。